# (2084) Okayama
(2084) Okayama – planetoida z pasa głównego asteroid okrążająca Słońce w ciągu 3 lat i 260 dni w średniej odległości 2,4 au. Została odkryta 7 lutego 1935 roku przez Sylvaina Arenda. Przed nadaniem nazwy planetoida nosiła oznaczenie tymczasowe (2084) 1935 CK.